# بافت همبند
بافت پیوندی یا بافت همبند (به انگلیسی: Connective tissue) نوعی بافت اصلی جانوری که از جمله کارهای آن حفاظت و پشتیبانی از بافت‌های دیگر است.
به‌طور خلاصه، سلول‌های بدن در چهار نوع بافت پایه به نام‌های پوششی، پیوندی، ماهیچه‌ای و عصبی سازماندهی می‌شوند. فراوان‌ترین بافت در بدن انسان، بافت پیوندی است. 
غضروف‌ها، استخوان‌ها و خون انواعی از بافت پیوندی محسوب می‌شوند. این بافت علاوه بر حفاظت و پشتیبانی از بافت‌های دیگر، باعث ارتباط ساختارهای بدن نیز می‌گردد. مشارکت در تبادل مواد غذایی و ترمیم بافتی از وظایف دیگر بافت پیوندی است.

## انواع بافت پیوندی
بافت پیوندی را می‌توان به سه نوع بافت تقسیم کرد که عبارتند از:
- بافت پیوندی سست[۴]

نرم و انعطاف‌پذیر بوده و شامل میزان زیادی از ماده
بین سلولی(شفاف ،بی رنگ و چسبنده) است. سلول‌های ماست سل، فیبروبلاست، چربی و اندوتلیال عروق خونی، جز سلول‌های بافت همبند سست هستند.
- بافت عناصر خونی[۵]

شامل سلول‌های خون، مغز استخوان و بافت لنفی است.
- بافت پیوندی نگهدارنده محکم[۶]

شامل غضروف، استخوان و بافت پیوندی متراکم است. کلاژن به میزان زیادی در بافت همبند متراکم وجود دارد که در ساختمان تاندون (جهت اتصال عضله به استخوان) و همچنین رباط (جهت اتصال استخوان به استخوان) دیده می‌شود. بافت پیوندی متراکم، در بسیاری از ارگان‌ها و ساختارهای بدن مانند کلیه و قلب نیز به کار می‌رود، مثلاً با ایجاد لایه‌ای از این بافت، کپسولی را برای آن‌ها ایجاد می‌کند.

## اجزای بافت پیوندی
بافت همبندی از دو قسمت مهم تشکیل می‌گردد که عبارتند از:
۱. سلول‌های پیوندی
سلول‌های بافت پیوندی به صورت عمومی عبارتند از:
- فیبروبلاست
- ماکروفاژ
- ماست سل
- پلاسماسل
- سلول چربی

۲. ماتریکس خارج سلول بافتی (Matrix)
ماتریکس از رشته‌ها (Fibers) و ماده زمینه‌ای غلیظ (یک جز نسبتاً بی‌شکل) ساخته می‌شود (برخی از مؤلفان «ماتریکس» را تنها برای ماده غلیظ به کار می‌برند).
- رشته‌های بافت پیوندی

بافت پیوندی دارای سه نوع فیبر یا رشته‌است:
الف) رشته کلاژن(Collagenic fiber): این رشته که از پروتئینی به نام کلاژن ساخته می‌شود، در پوست، رباط‌ها، تاندون‌ها و بسیاری از ساختارهای دیگر بدن وجود دارد. کلاژن یک پروتئین سفت و غیر زنده بوده، اما در عین حال به میزان بسیار زیادی در بافت‌ها مشاهده می‌شوند.
ب) رشته شبکه‌ای یا مشبک(Reticular fiber). این رشته‌ها بی‌نهایت لاغر هستند و یک شبکه قابل انعطاف را در ارگان‌های مربوطه جهت تغییراتی در شکل یا حجم ایجاد می‌کنند. رشته‌های شبکه‌ای یا رتیکولر را می‌توان در طحال، کبد، رحم و لایه عضلانی روده‌ای یافت.
ج) رشته کشسان یا ارتجاعی(Elastic fiber). این رشته‌ها به علت انعطاف‌پذیر بودن، قابلیت کشش و برگشت به حالت اولیه را دارند. رشته‌های ارتجاعی در بسیاری ساختارهای بدن وجود دارند که به عنوان مثال می‌توان به شریان آئورت، شش‌ها و پوست اشاره کرد.
هر سه نوع رشته کلاژن، رتیکولر و کشسان یک بافت فیبروز محسوب می‌شوند که وظیفه نگه داشتن سلول‌ها را در کنار هم برعهده دارند.
- ماده زمینه‌ای غلیظ

ماده زمینه‌ای از شبکه‌های هیدراته‌ای از پروتئین‌ها، بیشتر در ارتباط با کربوهیدرات‌ها (گلیکوپروتئین و پروتئوگلیکان)، فضاهای بزرگی که در آن شامل آب، نمک‌ها و مواد قابل انتشار است، ساخته می‌شود.

## نگارخانه

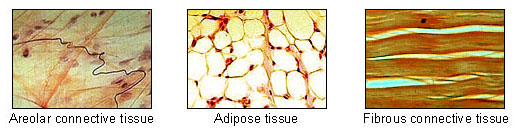
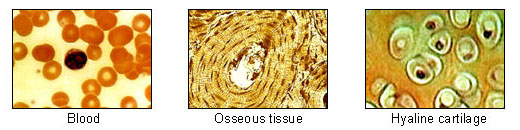